# زاوية سيدي محمد بن عودة
زاوية سيدي مَحمد بن عودة من أشهر زوايا تعليم القرآن الكريم في بايلك الغرب أسسها الشيخ الزاهد سيدي مَحمد بن عودة  في القرن 10 هجري وهي حاليا ببلدية سيدي محمد بن عودة جنوب ولاية غليزان.